# Ole Kirketerp Madsen
Ole Kirketerp Madsen (Esbjerg, 14 november 1958) is een voormalig voetballer uit Denemarken, die speelde als verdediger. Hij beëindigde zijn loopbaan in 1993 bij de Deense club Boldklubben 1909.

## Clubcarrière
Madsen bracht zijn gehele loopbaan door in Denemarken, waar hij speelde voor Esbjerg fB, Brøndby IF en Boldklubben 1909. Hij won viermaal de Deense landstitel.

## Interlandcarrière
Madsen speelde in totaal achttien officiële interlands voor Denemarken. Onder leiding van de Duitse bondscoach Sepp Piontek maakte hij zijn debuut op 27 augustus 1980 in de vriendschappelijke uitwedstrijd tegen Zwitserland (1-1) in Lausanne, net als Peter Hertz (B 93) en Ulrich Thychosen (Vejle BK).

## Erelijst
Esbjerg fB
- Deens landskampioenschap

1979
 Brøndby IF
- Deens landskampioenschap

1985, 1987, 1988